# Anartodes groenlandica
Anartodes groenlandica là một loài bướm đêm trong họ Noctuidae.